# 山口県立萩商業高等学校
山口県立萩商業高等学校（やまぐちけんりつ はぎしょうぎょうこうとうがっこう）は、山口県萩市にあった公立の商業高等学校である。通称萩商（はぎしょう）。山口県ではもっとも古くに創立された商業高校でもある。
2006年（平成18年）以降、山口県立高校の再編統合計画の一環として、山口県立萩工業高等学校と統合の上で山口県立萩商工高等学校に改組され、2008年（平成20年）3月末をもって閉校された。元々両校は戦時中の教育政策により工業高校として改編されたものを、1965年（昭和40年）に分離して現在の形になったものであり、41年ぶりに再び一つになるともいえる。

## 校風
- 質実剛健
- 知行合一（王陽明の学説。萩工業高校にも同一の校訓がある）

## 沿革
- 1911年（明治44年） - 萩町立明倫商業補習学校として創立。
- 1915年（大正6年） - 萩町立萩商業高等学校設立。
- 1940年（昭和15年） - 明倫商業補習学校が県立学校に移管、山口県立萩商業学校と改名。
- 1944年（昭和19年） - 戦時中の教育政策により工業系学科を加え、山口県立萩工業学校に転換。
- 1948年（昭和23年） - 学制改革により山口県立萩商工高等学校に移行。
- 1965年（昭和40年） - 山口県立萩商工高等学校を廃止。工業系学科を分離して山口県立萩商業高等学校となる。
- 2006年（平成18年） - 新規生徒募集を停止。
- 2008年（平成20年） - 最後の卒業式を挙行。山口県立萩商工高等学校に完全移管。

## 教育組織
次の教育組織があった。いずれも萩商工高校に引き継がれている。
全日制
総合ビジネス科
国際情報科

## 出身者
- 安藤英志（元プロ野球選手）
- 沢野肇（元プロ野球選手）
- 廣田浩章（元プロ野球選手）
- 杉本潔彦（元プロ野球選手）
- 野坂参三（国会議員）

## その他
- かつては関西地区に多くの卒業生が就職していた。そのため関西の企業からの求人が多かった。
- 近年は進学希望者が多く、現在ではほぼ半数が大学や専門学校に進学をしている。
- スポーツでは1973年（昭和48年）に硬式野球部が夏の甲子園に出場している。
- 廃校後、跡地に萩市立明倫小学校が移転し、解体された特別教室等以外の校舎はそのまま再利用されている[1]